# ダーズンローズ
ダーズンローズ（dozenroses）は、12の心を12本のバラに託し贈るバラの花束を造語・命名した名称。

## 由来・概説
- 「ダーズンローズ」は、日本において1996年(平成8年)に当時の有限会社ユー・インターナショナル代表 内田和子が12本のバラ、つまり「１ダース（dozen）の薔薇（roses）」を造語・命名したのが名称の始まり。[1]
- 「ダーズンローズ」の普及活動及び社会福祉還元ビジネスを目指す「ダーズンローズ倶楽部」がスタートした。[1][4][5][6]
- 「ダーズンローズ」または「ダズンローズ」は、主に花束・ブーケ、ブリザーブドフラワーなどの生花関係並びにバラをイメージした新しい贈答商品に使用されている。[7][8][9][10]
- 「ダーズンローズ」の商標は、1996年に守田悦雄が出願し、後に(株)モリタ食材開発研究所 代表取締役 守田悦雄に名義変更され、商標第4254160号として登録。[2]
- 「ダーズンローズ」または、「ダズンローズ」は、創作花言葉として「誠実・愛情・健康・友情・感謝・信頼・幸福・尊敬・繁栄・情熱・希望・平和」の12が決められた。[1][3]
- 「ダーズンローズ」は、ウェディング関係にも利用され、1997年8月にバラ尽くしの新しいウェディングがウェディングドレスデザイナー・実業家 桂由美によって「ダーズンローズウェディング」として発表され、一躍知名度を上げ、これがダーズンローズウェディングの始まりである。[7][11][12]
- 「ダーズンローズ」は　商品区分45類の結婚式などにも商標登録されている。[3]
- 「ダーズンローズウェディング」では、「ダーズンローズ」の花言葉が桂由美によって、一部「誠実・愛情・感謝・信頼・幸福・尊敬・努力・栄光・永遠・真実・情熱・希望」に変更・使用された。[7]
- 12月12日は「ダーズンローズの日」として記念日に登録。12の花言葉を12本のバラに託しプレゼントする日とされている。[1][10]
- 2006年6月6日 (株)モリタ食材開発研究所の「ダーズンローズ倶楽部」のサイトに「ダーズンローズ」関係のキーワードとして、初めてインターネットに掲載された。[2]
- 「ダーズンローズ」「ダズンローズ」の登録商標管理は、1996年12月12日に設立された「ダーズンローズ倶楽部」が商標管理及び社会貢献のビジネス窓口の担当となっている。[1][13]
- 「ダーズンローズ」「ダーズンローズ倶楽部」に関係するGoogle検索キーワード80以上。殆ど1～2位など、上位に掲載されている。[14]
- 「ダーズンローズ」「ダズンローズ」は、「ダーズンローズ倶楽部」が行う知的財産を活用した還元ビジネスで、その商標実施権のロイヤリティの一部を社会福祉に使用される関係者共有の商標・名称である。[5][9][10][13]

## 背景・経緯
- 1996年(平成8年)9月 内田和子・守田悦雄の出会いから12本のバラに心を託して贈る造語・命名した「ダーズンローズ」名称の誕生。[1]
- 1996年(平成8年)11月 ばらの木、ばらのドライフラワー、ばらの苗木、ばらの花など、商品区分31類で商標出願。[3]
- 1996年(平成8年)12月12日～12月15日「第1回ダーズンローズフェスティバル」が「神戸ダーズンローズ大賞」実行委員会主催(後援：神戸商工会議所、兵庫県生花商業協同組)で、神戸ハーバーランド オーガスタプラザ（現・プロメナ神戸）において開催された。[15][16]
- 1996年(平成8年)12月12日 ダーズンローズ倶楽部設立。ダーズンローズ12の花言葉を決定した。[1]
- 1999年(平成11年)3月 生花などの商品区分31類で商標第4254160号登録完了。[2]
- 1999年(平成11年)8月 異業種12分野に対し「ダーズンローズ」の商標出願・登録化戦略と社会貢献ビジネス活動が開始される。[5]
- 2023年(令和5年)7月21日 「ダズンローズ」商品区分31類で商標第6719228号として登録。[2]

## 主な出典・情報源
1. 1 2 3 4 5 6 7 8  ダーズンローズと共に歩んで
2. 1 2 3 4 5  造語・登録商標ダーズンローズの誕生から今日までの主な関係事項(時系列説明)
3. 1 2 3 4  ダーズンローズ倶楽部
4. ↑  産経新聞 1996年12月7日 大切な人に赤いバラを
5. 1 2 3  食品化学新聞 2002年10月17日 大切な人に12本のバラ ダーズンローズ
6. ↑  花卉園芸新聞 2010年12月15日 心を託す12本のバラ ダーズンローズ普及へ
7. 1 2 3  花卉園芸新聞 1997年9月5日 12本のウェディング
8. ↑  流通サービス新聞 1997年9月23日 門出をバラで祝福 独創的な結婚式企画
9. 1 2  大阪日日新聞 2010年4月6日 新社屋完成 意欲新に
10. 1 2 3  大阪日日新聞 2010年12月11日 12本のバラに心込め贈ります
11. ↑  日本経済新聞 1997年8月7日 バラづくしの結婚式
12. ↑  ダーズンローズ倶楽部 ダーズンローズウェディング
13. 1 2  食品新聞 2023年4月26日 ダーズンローズ 各分野に企画提案
14. ↑  「ダーズンローズ」「ダーズンローズ倶楽部」に関係する主なGoogle検索キーワードと順位並びに関連情報
15. ↑  流通サービス新聞 1996年12月3日 12月12日 今度はダーズンローズ 12月12日に12本のバラ贈る
16. ↑  ダーズンローズ倶楽部 神戸ダーズンローズ賞